# Toptjijsko
Toptjijsko (bulgariska: Топчийско) är ett distrikt i Bulgarien.   Det ligger i kommunen Obsjtina Ruen och regionen Burgas, i den östra delen av landet, 300 km öster om huvudstaden Sofia.
Trakten runt Toptjijsko består till största delen av jordbruksmark. Runt Toptjijsko är det ganska tätbefolkat, med 67 invånare per kvadratkilometer.